# 굴라구.넷
굴라구.넷(러시아어: ГУЛАГу — нет, Gulagu.net)은 러시아의 부패 방지, 고문 방지, 인권 옹호 단체이자 웹사이트이다.
이 단체는 2011년 러시아 인권 운동가 블라디미르 오세치킨에 의해 설립되었다. Gulagu.net은 러시아 감옥에서의 구타 및 고문 영상을 공개하고 러시아 망명자들이 국외로 도피하는 것을 도왔다.

## 역사
이 단체는 2011년 러시아 인권 운동가이자 해외 거주자인 블라디미르 오세치킨에 의해 설립되었다. 이 웹사이트는 부패 방지 및 고문 방지 인권 옹호 단체이다. 이 사이트의 이름은 "더 이상 굴라크는 없다"로 번역된다.
2023년 Gulagu.net은 바그너 그룹의 일원이었던 러시아 망명자 안드레이 알렉산드로비치 메드베데프가 러시아를 탈출하여 노르웨이에서 망명을 신청하도록 도왔다.

### 러시아 교도소 고문 영상
2021년 10월, 8년간 증거를 수집한 후, Gulagu.net은 러시아 전역의 교도소에서 발생한 구타 및 고문 영상 천여 건을 공개했다. 이 영상의 상당수는 교도소에서 컴퓨터 작업을 도왔던 수감자 IT 전문가 세르게이 사벨리에프에 의해 유출되었다. 유출 후 사벨리에프는 러시아를 탈출하여 프랑스에서 망명을 신청했다. 그의 체포 영장이 발부되었다.
러시아 정부의 대변인 드미트리 페스코프는 러시아 정부가 영상의 진위 여부와 교도소의 인권 침해 증거를 모두 조사할 것이라고 밝혔다. 형사 조사를 거쳐 러시아 당국은 혐의를 확인하고 고위 교도소 관계자 여러 명을 해고했다.
러시아 연방평의회의 여러 의원들이 교도소 환경에 관한 법안을 제출했으며, 교도소 고문 및 강간 관련 형사 사건은 두 배로 증가했다.

## 같이 보기
- Russia Behind Bars